# 横溪泗洲亭
横溪泗洲亭，是位于中国福建省福州市闽清县省璜镇横溪村的一个清代古建筑，2019年入选第六批闽清县文物保护单位。
横溪泗洲亭是祭祀泗洲佛的相关建筑。泗洲佛又称泗洲大圣，是唐代的佛教高僧，福建、台湾等多地均有供奉泗洲佛的庙宇，横溪泗洲亭建于清朝道光年间，穿斗式构架，屋面燕尾式歇山顶，佛龛建在靠山的一侧，内有泗洲佛像。